# Длинноволосый ложный вампир
Длинноволосый ложный вампир, или мохнатый листонос (лат. Chrotopterus auritus) — представитель семейства листоносых летучих мышей. Распространён от юга Мексики до Аргентины. Это одна из самых крупных летучих мышей — с размахом крыльев 65—70 см и весом до 90 г. Он всеяден: охотно питается плодами, нектаром и пыльцой цветков, насекомыми. Довольно часто мохнатый листонос включает в свой рацион и позвоночных животных — опоссумов, мелких летучих мышей, лягушек и ящериц. В темноте он срывает их с веток и убивает мощными и острыми клыками.